# Logania sylvicola
Logania sylvicola är en tvåhjärtbladig växtart som beskrevs av Cranfield, Hislop och T.D.Macfarl.. Logania sylvicola ingår i släktet Logania och familjen Loganiaceae. Inga underarter finns listade i Catalogue of Life.